# Жуков, Иван Александрович
Ива́н Алекса́ндрович Жу́ков (2 февраля 1827— 31 августа 1891) — русский публицист, журналист и издатель, основоположник независимой от властей прессы Верхневолжья.

## Биография
Родился в купеческой семье в Гжатске; рано осиротел и работал в конторе у дяди, в молодости, занимаясь хлебной торговлей, изучил хлебное дело и водные пути сообщений. Занявшись самообразованием, обнаружил склонность к литературе. Его статьи принимали журнал «Отечественные записки», газета «Голос».
В 1863 году ему было разрешено издавать в Рыбинске небольшую газету «Рыбинский листок». Жуков намеревался издавать газету «не для богатых, которые ни в какой газете не нуждаются». Взгляды его были демократические. Журналист стремился быть независимым судьёй общества и мечтал восстать против вековой несправедливости, вырвать её с корнем.
Первая городская газета в Рыбинске вышла 2 мая 1864 года. Она печаталась в Ярославле. Жуков собирал биржевые цены, фельетоны, полемические заметки, повести, романы и отправлял пароходом в Ярославль Александру Михайловичу Скабичевскому. Скабичевский редактировал материалы, печатал их в типографии и отправлял тираж пароходом в Рыбинск. Цензором был рыбинский полицмейстер Марков. Скабичевский писал о впечатлении от первой встречи с Жуковым: «Он представлял собой типического волжского купца, вдоволь погулявшего и вниз, и вверх по матушке по Волге и на расшивах, и на баржах, и на пароходах. … От всей его фигуры так и веяло каким-то необъятно широким простором. В голосе его было много задушевности и искренности».
Газета писала о необходимости благоустройства города, о слабом преподавании в училищах, о публичной библиотеке и театральных гастролях, о ярмарках и рыбном промысле, о рыбинских трактирщиках и скандалах на бирже, о бедняках и купеческих разгуляях. Давались цены на хлеб на рыбинской бирже, на водные грузовые и пассажирские перевозки, на поставку грузов, на работы лоцманов и крючников. Биржевые цены публиковались в правой колонке на первой полосе. «Творчество Жукова хоть и было безграмотно, но излагались заметки с юмором. В результате умелой редакторской правки газета получалось интересной, живой и актуальной. У неё были читатели не только в Рыбинске и Ярославле, но и в Санкт-Петербурге, Москве, Нижнем Новгороде».
Средства на издание газеты поначалу предоставлял богатый петербургский родственник Жукова, купец Андрей Жуков. Но, несмотря на все достоинства, газета расходилась плохо и приносила владельцу одни убытки.
Критика купечества стоила изданию жизни. В № 20 «Рыбинского листка», вышедшем 16 июля 1864 года, рассказывалось, как купечество и местное начальство встречало прибывшего в Рыбинск на пароходе «Смелый» главного управляющего путей сообщения и публичных работ. Жуков не упустил случая посмеяться над подобострастием купцов, которые, едва завидев на горизонте дымок того парохода, уже поснимали шапки и стояли с обнажёнными головами все время, как пароход медленно приближался к Рыбинску. Заведующий губернской типографией Вадим Лествицын отправился к губернатору И. Унковскому с номером «Рыбинского листка» и объявил, что он не может выпустить из типографии газету с таким предосудительным глумлением над почтенным рыбинским купечеством. Губернатор велел уничтожить тираж. А Жуков был изгнан городским головой с рыбинской биржи.
Жуков не сдавался — печатал статьи с обличениями махинаций рыбинского купечества. Писал о том, что отцы и деды некоторых тузов-воротил нажили капитал фабрикацией фальшивых ассигнаций в эпоху Екатерины II; о том, что рыбинские купцы «в муку подмешивают белый порошок, молотый кофе делают из спитой кофейной гущи, скупая ее у кухарок. А вместо шоколада продают чудовищную смесь из чечевицы, картофельного крахмала, грязного сахарного песка, яичных желтков, телячьего или бараньего сала и корки какао. К этой смеси прибавляют ещё киновари и сурика… Что касается подделки фабричных и заводских изделий, то она в последнее время доведена до ещё большего искусства, чем порча съестных припасов, так что ставит в тупик ученых технологов, химиков и экспертов».
Рыбинские купцы вконец осерчали и послали просьбу министру внутренних дел о прекращении выпуска «Рыбинского листка». Просьба была удовлетворена. 24 июня 1864 года первая рыбинская газета закончила своё существование на 36-м номере. По одной версии, именно жалобы местных купцов положили конец этому обличительному изданию, по версии Скабичевского цензура была поводом, а причиной закрытия было плохое состояние финансов.
Как вспоминал в конце XIX века Скабичевский, «никогда ни до, ни после того печать не была так либеральна и смела, никогда ей так много не допускалось, никогда не имела она такого решающего, почти господствующего голоса в русской жизни». Газета стала первым полнокровным органом мнений в XIX веке в губернии, да и на Волге вообще — и была, по сути, некоммерческим изданием. Газета, замечал Скабичевский, едва ли смогла бы продлить свои сроки: «Дни „Рыбинского Листка“ были сочтены и без всяких давлений свыше».
Жуков вновь занялся торговлей и писал промышленно-торговые корреспонденции в «Голос». В 1873 году Жуков вновь получил разрешение на издание газеты под названием «Рыбинского биржевого листка» (по другой версии, он не имеет отношения к этому проекту). Через два года Жуков перенёс издание этой газеты в Нижний Новгород и переименовал её в «Нижегородский биржевой листок».
Первый номер издаваемого им «Нижегородского биржевого листка» вышел 2 июля 1875 года. Первоначально её ежедневный выпуск осуществлялся лишь во время ярмарки, но с 1 июля 1879 года газета стала ежедневной. В редакции работали сам Жуков и П. А. Благовещенский.
Постепенно «Нижегородский биржевой листок» вырос в крупноформатную многополосную газету с собственной типографией. В программу издания входили: месяцеслов-календарь, объявления нижегородской городской управы, корреспонденции из уездов губернии и столиц, сведения о торговых оборотах нижегородской ярмарки, биржевые сведения, газетные вести, политические известия, дневник происшествий, судебный отдел, обо всем (из жизни в городе), новости науки и культуры, мелочи и курьёзы, справочный и рекламный отделы. В разделе «По родным палестинам» (провинциальное обозрение — фельетонные статьи из жизни городов Поволжья) за подписью «Фигаро» критически освещалась жизнь «провинции» — в центре внимания оказывались события разного масштаба, как правило, произошедшие в ближайших к нижегородским «палестинах». Жуков сам постоянно писал витиеватые длинные передовые статьи; «его передовицы стали, так сказать, обычным бытовым явлением местной жизни» («Русские ведомости»).
В 1871 году было учреждено Международное телеграфное агентство, вскоре в Нижнем Новгороде, как и в ряде других городов России, открылось своё отделение МТА, агентом которого стал Жуков.
После 16 лет редактирования «Нижегородского Биржевого Листка» Жуков 31 августа 1891 скончался. В № 208 от 31 августа в последний раз были напечатаны его должность и инициалы «Редактор И. Жуков». Жуков был, по оценке «Русских ведомостей», «одним из старейших и … неутомимейших деятелей бедного ещё провинциального слова … одним из пионеров печати в глухой провинции». После смерти отца газету возглавил его сын Сергей, преобразовавший отцовскую газету и переименовавший её в «Волгарь».